# Grand Prix de Fourmies
Grand Prix de Fourmies är en årlig cykeltävling i den franska kommunen Fourmies, Nord, Nord-Pas-de-Calais. Tävlingen pågår under en dag, men under 1960–1962, 1972 och 1973, hölls den som en tvådagars etapptävling.
Den ingick från 2005 i UCI Europe Tour (klassificerades som 1.HC) och när UCI ProSeries skapades 2020 överfördes den dit. Tävlingen tillhörde mellan 1992 och 2000 den franska cupen.
Tävlingen startade 1928 och vinnare blev fransmannen Albert Barthélémy, som också har rekordet i antal vinster tillsammans med belgaren Jean-Luc Vandenbroucke - båda cyklisterna har vunnit tre gånger.

## Segrare[1]
- 2023  Tim Merlier
- 2022  Caleb Ewan
- 2021  Elia Viviani
- 2020 Inställt
- 2019  Pascal Ackermann
- 2018  Pascal Ackermann
- 2017  Nacer Bouhanni
- 2016  Marcel Kittel
- 2015  Fabio Felline
- 2014  Jonas Van Genechten
- 2013  Nacer Bouhanni
- 2012  Lars Bak
- 2011  Guillaume Blot
- 2010  Romain Feillu
- 2009  Romain Feillu
- 2008  Giovanni Visconti
- 2007  Peter Velits
- 2006  Philippe Gilbert
- 2005  Robbie McEwen
- 2004  Andrej Kasjetjkin
- 2003  Baden Cooke
- 2002  Gianluca Bortolami
- 2001  Scott Sunderland
- 2000  Andrej Hauptman
- 1999  Dmitrij Konysjev
- 1998  Luca Mazzanti
- 1997  Andrea Tafi
- 1996  Michele Bartoli
- 1995  Maximilian Sciandri
- 1994  Andrea Tafi
- 1993  Maximilian Sciandri
- 1992  Olaf Ludwig
- 1991  Vincent Lacressonière
- 1990  Frans Maassen
- 1989  Martial Gayant
- 1988  Edwin Bafcop
- 1987  Adri van der Poel
- 1986  Jozef Lieckens
- 1985  Jean Habets
- 1984  Ferdi Van Den Haute
- 1983  Gilbert Duclos-Lassalle
- 1982  Rudy Matthijs
- 1981  Jozef Lieckens
- 1980  Jacques Bossis
- 1979  Jean-Luc Vandenbroucke
- 1978  Yves Hézard
- 1977  Jean-Luc Vandenbroucke
- 1976  Jean-Luc Vandenbroucke
- 1975  Dietrich Thurau
- 1974  Willy Teirlinck
- 1973  Eddy Merckx
- 1972  René Pijnen
- 1971  Barry Hoban
- 1970  Noël Vantyghem
- 1969  Ronald De Witte
- 1968  Gerben Karstens
- 1967  Willy Van Neste
- 1966 inställt
- 1965  Georges Vanconingsloo
- 1964  Frans Melckenbeeck
- 1963  Benoni Beheyt
- 1962  Guy Ignolin
- 1961  Joseph Wasko
- 1960  Michel Vermeulin
- 1959  André Noyelle
- 1958  Pierre Machiels
- 1957  Jean Stablinski
- 1956  Elio Gerussi
- 1955  Pierre Pardoen
- 1954  Serge Mménéghétti
- 1953  Gilbert Pertry
- 1952  Michel Vuylsteke
- 1951  Francis Delepière
- 1950  Edouard Klabinski
- 1949  Eugène Dupuis
- 1948  Gerges Hubatz
- 1947  Fernard Patté
- 1946  René Lafosse
- 1944–45 inställt
- 1943  Camille Blanckaert
- 1942 inställt
- 1941  Maurice De Muer
- 1940 inställt
- 1939  Emile Laplanche
- 1938  Gabriel Dubois
- 1937  Gabriel Dubois
- 1936  Léon Lebon
- 1935  Eloi Meulenberg
- 1934  Maurice Leleux
- 1933  François Mintkiewicz
- 1932  Georges Christiaens
- 1931  André Vanderdonckt
- 1930  Albert Barthélémy
- 1929  Albert Barthélémy
- 1928  Albert Barthélémy